# Sterlitamak
Sterlitamak (în rusă Стерлитамак) este un oraș din Republica Bașchiria, Federația Rusă și are o populație de 264.362 locuitori.

## Istoria
În 1735 la confluența râului. Sterlya (Sterle) în râu. A fost fondată arta poștală Ashkadar. Ashkadar Yam. În 1765–66, debarcaderul de sare Ashkadar (din 1766 și Sterlitamak) pentru transportul sării din Iletsk Zashchita a fost construit lângă acesta, conform proiectului SN Tetyushev (funcționat până în 1810).
1. ↑   http://bre.mkrf.ru/geography/text/5606670 Lipsește sau este vid: |title= (ajutor)